# Liste von Persönlichkeiten aus Torricella-Taverne
Diese Liste enthält in Torricella-Taverne geborene Persönlichkeiten und solche, die in Torricella-Taverne ihren Wirkungskreis hatten, ohne dort geboren zu sein. Die Liste erhebt keinen Anspruch auf Vollständigkeit.

## Persönlichkeiten
(Sortierung nach Geburtsjahr)
- Künstlerfamilie Beltramelli. 
  - Giacomo Beltramello (* um 1545 in Torricella; † nach 1605 ebenda), Maler, Baumeister[1]
  - Antonio Beltramelli (* um 1670 in Torricella; † nach dem 1700 in Savigliano?), Stuckateur[2]
  - Francesco Beltramelli (* um 1670 in Torricella; † nach 1700 in Savigliano?), Maler[2]
  - Pietro Beltramelli (* um 1670 in Torricella; † nach 1700 in Savigliano?), Stuckateur in Savigliano[2]
  - Cipriano Beltramelli (* um 1680 in Torricella; † nach 1745 ebenda), Stuckateur in Turin, Cherasco und Fossano[3]

- Künstlerfamilie Trefogli/o. [4]
  - Antonius de Trifolii de Cumis (* 1400 in Como; † nach 1437 in Torricella), Grundbesitzer schon erwähnt 1437[4]
  - Giovanni Pietro Trefogli (* um 1410 in Como; † nach 1450), Sohn des Iorio, Grundbesitzer, er wohnte in Torricella[5]
  - Alessandro Trefogli (* um 1600 in Torricella; † nach 1647 in Bellinzona), Priester, Stifter der Kaplaneien von San Rocco in Manno (1629), von Cassina d’Agno (1639), Vezia (1638) und Savosa (gegen 1640); hinterliess ein Vermächtnis für eine Schule in Bellinzona gegen 1640[6][4]
  - Domenico Trefogli (* 1675 in Torricella; † 1759 ebenda), Stuckateur, Architekt, er arbeitete am Braschi-Onesti-Palast in Rom und an der Restauration des Vatikanstadt-Platzes, schuf den Anguissola-Palast in Piacenza, stand lange im Dienste der Legationen der Romagna[4][7]
  - Pietro Trefogli (* 26. September 1763 in Torricella; † 8. September 1835 in Lugano), Bildhauer, Stuckateur, er arbeitete besonders in Ferrara und an der Basilika San Petronio von Bologna. Er war Freund von Antonio Canova[4][8][9]
  - Biagio Giuseppe Trefogli (* 3. Februar 1782 in Torricella; † 22. Oktober 1838 ebenda), Advokat und Notar, Tessiner Grossrat 1824–1838, Grossratspräsident 1832[4]
  - Marco Antonio Trefogli (* 24. Juli 1782 in Torricella; † 10. September 1854 ebenda), Vater von Bernardo Trefogli, Maler-Dekorateur und Graveur, Stuckateur Tätig in insbesondere in Mailand und Turin (Königlicher Palast und Teatro Regio); er tat sich namentlich bei der Ausschmückung der Armeria Reale hervor[4][10]
  - Bernardo Trefogli (* 6. März 1819 in Torricella; † 13. Juli 1891 ebenda), Sohn des Marco Antonio, Maler, er arbeitete namentlich in der Lombardei als Historienmaler. Er wurde Tessiner Grossrat 1863–1877 ernannt[4][11]
  - Michele Trefogli (* 10. Oktober 1838 in Torricella; † 18. August 1928 in Lima), Bruder des Bernardo, Ingenieur und Architekt, er schuf namentlich in Peru, wohin er schon in jungen Jahren ausgewandert war. Er gründete die Kleinkinderschule von Torricella[4][12][13]

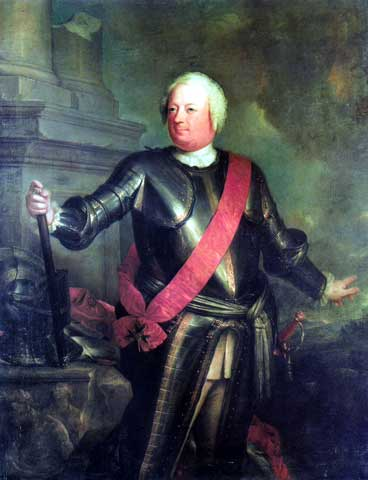
Francesco Carlo Rusca: Friedrich Wilhelm I. von Preussen

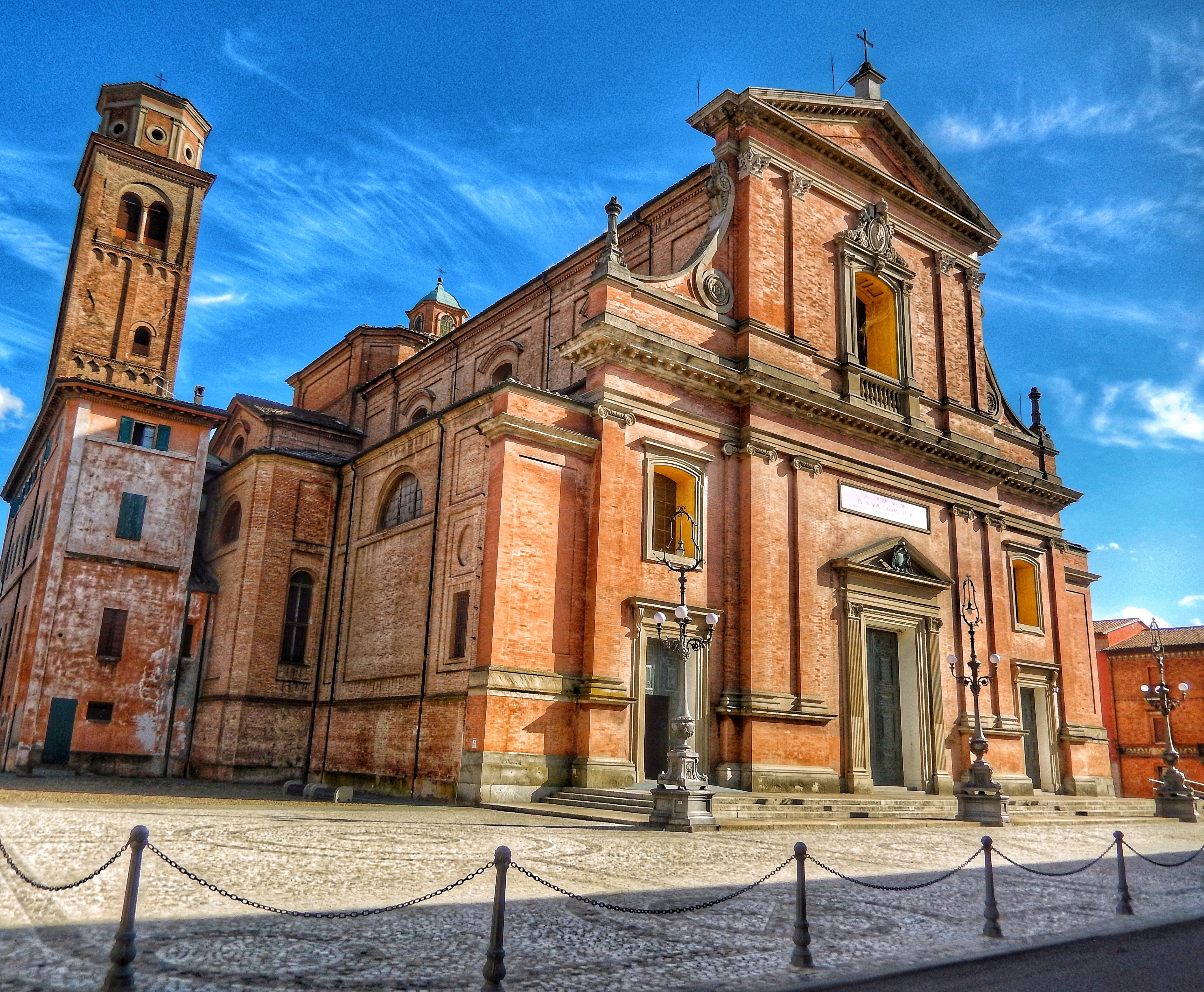
Cosimo Morelli: Fassade der Kathedrale von Imola

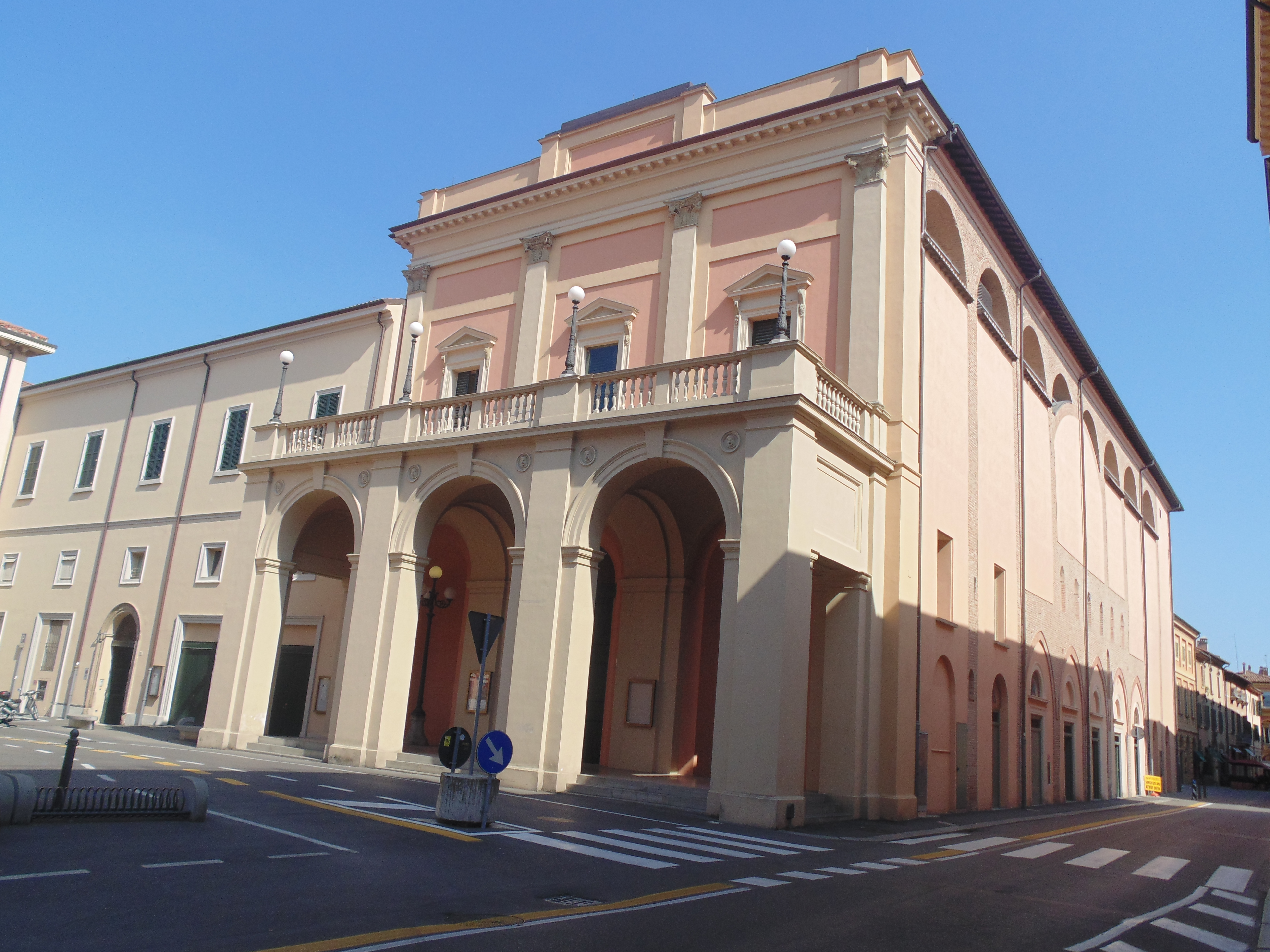
Giovanni Giuseppe Magistretti: Stadttheater von Imola

- Künstlerfamilie Rusca von Torricella-Taverne, [14][15]
  - Cristoforo Rusca (* um 1470 in Bironico; † nach 1499 in Taverne), Adel, der das Schloss Bironico bewohnte und sich 1499 in Taverne niederliess, was auf eine Abzweigung von den Rusca von Bironico-Camignolo schliessen lässt[14]
  - Bernardino Rusca (* um 1530 in Taverne; † 1598 in Torricella), in Urenkel von Cristoforo, Generalkommissar des Gesundheitswesens, er starb an der Pest[14]
  - Giorgio Rusca (* um 1610 in Torricella; nach 1698 in Lugano), Enkel von Bernardino, Doktor des zivilen und kanonischen Rechts, Kanoniker der Stiftskirche San Lorenzo von Lugano nach 1649, erwähnt 1653 in Rom, er soll gegen 1698 handschriftliche Chroniken über das Luganesische geschrieben haben[14]
  - Francesco Carlo Rusca (1693–1769), Enkel von Leone, Maler, Porträtist tätig in Preussen, Braunschweig, Hannover, England und Rom, vom Papst Clemens XII. wurde er 1730 zum Ritter ernannt, und von Papst Benedikt XIV. Lazarus-Ordenritter (1741)
  - Jacopo Rusca (* um 1725 in Torricella-Taverne|Torricella; † nach 1770 in Lugano), Maler, er zeichnete sich besonders im Porträtfach aus und liess sich um 1770 in Lugano nieder. Laut Füssli Sohn von Carlo Francesco Rusca[16][17][18]

- Francesco Bellotti (* um 1660 in San Mamete, heutige Fraktion von Valsolda; † 1708 in Polen?), wohnhaft in Torricella; Polier, Ingenieur in Polen[19][20]
- Giovanni Battista Adami (* um 1700 in Carona TI; † nach 1766), Altarbauer und Bildhauer[21]

- Künstlerfamilie Morelli. [22]
  - Domenico Morelli (* 1690 in Torricella; † nach 1740 in Imola?), Vater von Cosimo Morelli (1732–1812) Architekt in Imola[23][24]
  - Cosimo Morelli (* 1732 in Torricella; † 1812 in Imola), Architekt, Ritter vom güldenen Sporn, erstellte in Imola das Theater und baute die dortige Kathedrale wieder auf, arbeitete auch in Rom, Piacenza, Neapel, Bologna und Ravenna[25][22]
  - Luigi Morelli (* um 1735 in Torricella; † 1816 ebenda), Bruder des Cosimo, Bildhauer, Architekt in Imola und Umgebung[22][23]

- Familie Petrocchi. 
  - Francesco Ambrogio Petrocchi (* 1720 in Torricella; † nach 1759 in Lugo (Emilia-Romagna)), Architekt[26]
  - Domenico und Pietro Petrocchi (* um 1720 in Torricella; † nach 1759 in Lugo (Emilia-Romagna)), Baumeister in Imola[27]

- Familie Magistretti. [28]
  - Pietro Antonio Magistretti (* 1728 in Torricella; † 1778 in Mailand), Philosoph, Chefkirurg des Spitals Santa Corona in Mailand, Wohltäter[29][28]
  - Biagio Magistretti (* 1749 in Torricella; † 1846 ebenda), Architekt[30]
  - Pietro Antonio Bartolomeo Magistretti (* 24. August 1765 in Torricella; † 5. Mai 1837 in Mailand), Neffe des Pietro Antonio, Anatomieprofessor an der Brera-Akademie in Mailand und Okulist[29][28]
  - Giovanni Giuseppe Magistretti (* 29. Oktober 1775 in Torricella; † gegen 1830 in Ravenna ?), Architekt tätig in Imola und Ravenna[28]
  - Angelo Magistretti (* 29. Juni 1785 in Torricella; † Juli 1855 ebenda ?), Professor der Medizin an der Universität Macerata[28]
  - Biagio Magistretti (* 17. Juni 1779 in Torricella; † 9. Juli 1846 ebenda ?), Professor der Architektur am Lyzeum von Como[28]
  - Marco Magistretti (* um 1850 in Torricella; † 1921 in Lecco), Doktor der Theologie in Mailand, Domherr, Hausprelat des Papstes[28]

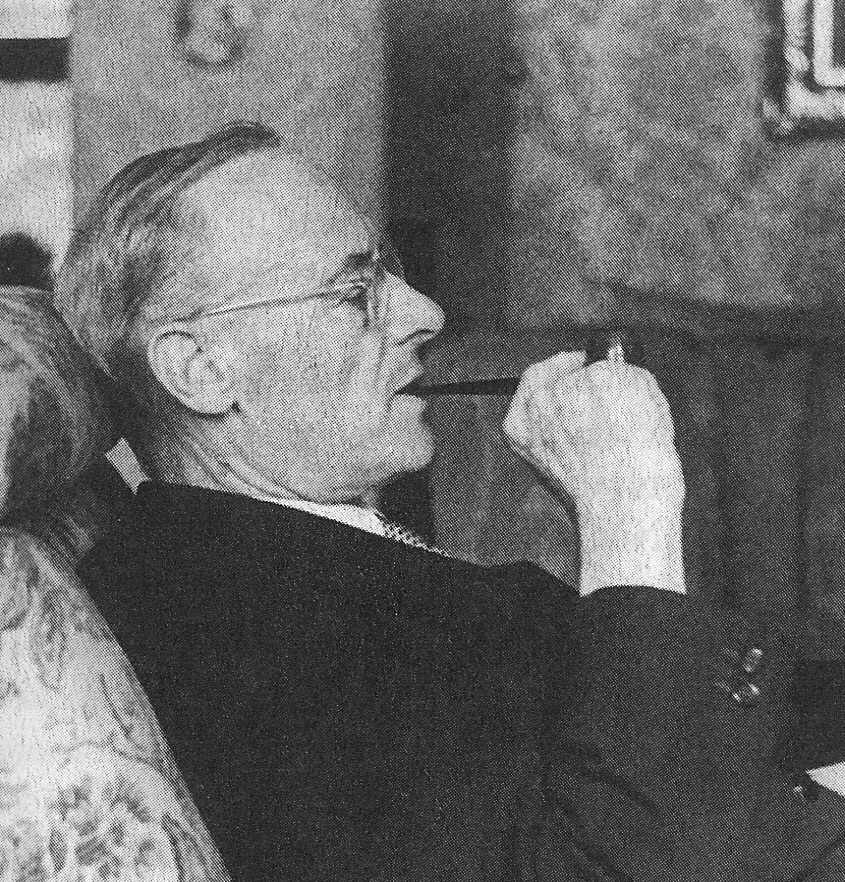
Werner von Alvensleben

- Familie Albrici (Albrizzi) aus Torricella. [31]
  - Antonio Albrizzi (* 31. März 1773; † 1. Juli 1846 in Lugano), Oberleutnant der Grenadiere des Freiwilligenkorps, die am 15. Februar 1798 den Angriff der Cisalpini gegen Lugano abwiesen. Infolge einer Anklage wegen Bestechung, die das Volk gegen ihn erhob, ging er zu den Angehörigen der Cisalpina über, welche in Bissone sich vereinigt hatten, und wurde deren Sekretär. In dieser Eigenschaft Unterzeichnete er die Proklamation, welche die «Patrioten» (oder Mitglieder der Cisalpina) am 1. Ventôse des Jahres VI gegen Lugano erliessen. Die provisorische Regierung belegte ihn mit einer Busse, wovon er nur einen Teil zahlte; seine Güter wurden ihm daher durch Dekret vom 12. Juni 1799 sequestriert. Von 1813 bis 1815 war er Abgeordneter im tessiner Grossrat; 1815 war Mitglied der Kommission, welche das Zivil- und Strafgesetzbuch des Kanton Tessin auszuarbeiten hatte. Politiker, dann Mitglied des Appellationsgerichtshofs[32][33]

- Carlo Andrea Isidoro Maffiorini (* 15. April 1809 in Torricella; † 3. April 1854 ebenda), Botaniker[34]

- Künstlerfamilie Albertolli. [35]
  - Giocondo Albertolli (* um 1840 in Torricella; † nach 1888 ebenda), Bildhauer[36]
  - Francesco Albertolli (* 13. Februar 1855 in Torricella-Taverne; † 26. Januar 1934 ebenda); Musiker[37]

- Werner von Alvensleben (Politiker, 1875) (1875–1947), Unternehmer, Dichter, Maler und Politiker
- Jörg Wolters (* 1959 in Hamburg; † 10. Oktober 2024 in Lugano), Stahlwerker und Strassenmusiker mit seinem Drehorgel in Kanton Tessin, besonders in Lugano, er wohnte in Taverne[38]
- Davide Staffiero (* 1984 in Lugano?), Filmkritiker, arbeitet beim Fernsehen Radiotelevisione Svizzera, Schriftsteller Gewinner des Preis Giovane Holden in Viareggio, wohnt in Torricella[39][40]